# 水谷直樹
（1960年7月4日—1999年2月8日），本名水谷直樹，日本漫畫家。出身於愛知縣。

## 作品
- 人類貓科、全3冊、原名
- 水谷直樹傑作集、全1冊、原名

## 外部連結
- （日語）みず谷なおきワールドトップ[永久]
- （日語）MIZUTANI WORLD （页面存档备份，存于）
- （日語）よっちゃんの庭 （页面存档备份，存于）